# أجيث كومار (لاعب كرة قدم)
أجيث كومار (بالإنجليزية: Ajith Kumar)‏ هو لاعب كرة قدم هندي، ولد في 13 ديسمبر 1996. لعب مع نادي بنغالورو.

## وصلات خارجية
- أجيث كومار (لاعب كرة قدم) على موقع قاعدة بيانات كرة القدم.إي يو (الإنجليزية)
- أجيث كومار (لاعب كرة قدم) على موقع Soccerway.com (الإنجليزية)